# Ковачик, Мирослав
Мирослав Ковачик (словац. Miroslav Kováčik; род. 9 ноября 1978 года, Нитра, Чехословакия) — словацкий хоккеист, центральный нападающий.

## Карьера
Воспитанник хоккейной школы ХК «Нитра». Выступал за ХК «Нитра», «Дукла» (Тренчин), ХК «Злин», «Сибирь» (Новосибирск), «Шеллефтео», «Тршинец».
В составе национальной сборной Словакии провел 48 матчей (11 голов), участник чемпионатов мира 2006, 2007 и 2008 (19 матчей, 3+2).